# ŠK Slovan Bratislava 2024/2025
Tento článek se podrobně zabývá událostmi ve fotbalovém klubu ŠK Slovan Bratislava v období sezony 2024/2025 a jeho působení v 1. lize, domácím poháru a evropských pohárech. Slovanu se v předcházejícím ročníku podařilo získat mistrovský titul a zajistit si tak start v prvním předkole Ligy Mistrů UEFA, do kterého vstoupil jako nasazený tým. Titul se Slovanu podařilo obhájit, avšak čtvrtý rok v řadě se mu nepodařilo získat domácí pohár. V pohárové Evropě Slovan vybojoval poprvé ve své historii postup do hlavní fáze Ligy mistrů UEFA 2024/2025, ve které skončil v ligové části.

## Klub

### Vlastník
Klub vstoupil do nového ročníku ve stejné majetkové struktuře.

### Realizační tým
| Post                    | Jméno              |
| ----------------------- | ------------------ |
| Hlavní trenér           | Vladimír Weiss st. |
| Asistenti trenéra       | Boris Kitka        |
| Asistenti trenéra       | Timotej Vajdík     |
| Asistenti trenéra       | Ľuboš Benkovský    |
| Trenéři brankářů        | Martin Krnáč       |
| Trenéři brankářů        | Ján Mucha          |
| Vedoucí mužstva         | Ján Švehlík        |
| Kondiční trenéři        | Roman Švantner     |
| Kondiční trenéři        | Matej Balun        |
| Kustodi                 | Ján Beniak         |
| Kustodi                 | Peter Paulický     |
| Klubové vedení          |                    |
| Prezident klubu         | Ivan Kmotrík st.   |
| Předseda představenstva | Ivan Kmotrík st.   |
| Členové představenstva  | Ivan Kmotrík ml.   |
| Členové představenstva  | Stanislav Strapek  |
| Sportovní ředitel       | Róbert Vittek      |

## Soupiska

### První tým
Pozn.: Vlajky znamenají příslušnost k národnímu týmu, jak ji definují pravidla FIFA. Obecně mohou hráči mít i více občanství souběžně.

Aktuální k datu 18. května 2025 (ke konci sezony)
| Číslo | Pozice | Nár.                | Hráč                   | Datum narození a věk        | Od roku | Cena         | Smlouva do | Předchozí angažmá           | Typ příchodu     |
| ----- | ------ | ------------------- | ---------------------- | --------------------------- | ------- | ------------ | ---------- | --------------------------- | ---------------- |
| 2     | O      | Belgie              | Siemen Voet            | 3. února 2000 (25 let)      | 2022    | 150 tis. € † | Léta 2025  | PEC Zwolle                  | Přestup          |
| 4     | O      | Gruzie              | Guram Kašia            | 4. července 1987 (38 let)   | 2021    | Zadarmo      | Léta 2025  | FC Locomotive Tbilisi       | Volný hráč       |
| 5     | Z      | Ghana               | Rahim Ibrahim          | 10. června 2001 (24 let)    | 2025    | —            | Zimy 2028  | AS Trenčín                  | Přestup          |
| 6     | O      | Rakousko            | Kevin Wimmer           | 15. listopadu 1992 (32 let) | 2023    | Zadarmo      | Léta 2026  | SK Rapid Vídeň              | Volný hráč       |
| 7     | Z      | Slovensko           | Vladimír Weiss ml. (C) | 30. listopadu 1989 (35 let) | 2020    | Zadarmo      | Léta 2025  | Al-Gharafa SC               | Volný hráč       |
| 10    | Z      | Chorvatsko          | Marko Tolić            | 5. července 1996 (29 let)   | 2023    | † 1 mil. €   | Léta 2026  | GNK Dinamo Záhřeb           | Prestup          |
| 11    | Z      | Arménie             | Tigran Barseghjan      | 22. září 1993 (31 let)      | 2022    | Zadarmo      | Léta 2027  | FC Astana                   | Volný hráč       |
| 12    | O      | Slovinsko           | Kenan Bajrić           | 20. prosince 1994 (30 let)  | 2018    | 600 tis. €   | Léta 2028  | NK Olimpija Lublaň          | Přestup          |
| 13    | Ú      | Slovensko           | David Strelec          | 4. dubna 2001 (24 let)      | 2023    | † 700 tis. € | Léta 2028  | Spezia Calcio               | Přestup          |
| 16    | Z      | Slovensko           | Maxim Mateáš           | 12. května 2008 (17 let)    | 2024    | ×            | Léta 2026  | Slovan Bratislava U19       | Odchovanec klubu |
| 17    | O      | Česko               | Jurij Medveděv         | 18. června 1996 (29 let)    | 2024    | Zadarmo      | Léta 2027  | PFC Soči                    | Volný hráč       |
| 18    | Z      | Slovensko           | Nino Marcelli          | 29. května 2005 (20 let)    | 2022    | ×            | Léta 2027  | Slovan Bratislava U19       | Odchovanec klubu |
| 20    | Z      | Bosna a Hercegovina | Alen Mustafić          | 5. července 1999 (26 let)   | 2024    | —            | Léta 2027  | Odense BK                   | Přestup          |
| 21    | Ú      | Slovensko           | Róbert Mak             | 8. března 1991 (34 let)     | 2024    | Zadarmo      | Léta 2026  | Sydney FC                   | Volný hráč       |
| 23    | O      | Ghana               | Sharani Zuberu         | 7. ledna 2000 (25 let)      | 2023    | Zadarmo      | Léta 2025  | FC DAC 1904 Dunajská Streda | Volný hráč       |
| 25    | O      | Slovensko           | Lukáš Pauschek         | 9. prosince 1992 (32 let)   | 2019    | Zadarmo      | Léta 2025  | FK Mladá Boleslav           | Volný hráč       |
| 27    | O      | Slovensko           | Matúš Vojtko           | 5. října 2000 (24 let)      | 2021    | 200 tis. € † | Léta 2025  | MFK Zemplín Michalovce      | Přestup          |
| 28    | O      | Panama              | César Blackman         | 2. dubna 1998 (27 let)      | 2023    | Zadarmo      | Léta 2026  | FC DAC 1904 Dunajská Streda | Volný hráč       |
| 30    | B      | Slovensko           | Andrej Mikoláš         | 11. srpna 2004 (20 let)     | 2023    | ×            | Léta 2025  | Slovan Bratislava U19       | Odchovanec klubu |
| 31    | B      | Slovensko           | Martin Trnovský        | 7. června 2000 (25 let)     | 2018    | ×            | Léta 2026  | Slovan Bratislava U19       | Odchovanec klubu |
| 33    | Z      | Slovensko           | Juraj Kucka            | 26. února 1987 (38 let)     | 2022    | Zadarmo      | Léta 2025  | Parma Calcio 1913           | Volný hráč       |
| 37    | Z      | Slovensko           | Július Szöke           | 1. srpna 1995 (29 let)      | 2024    | 500 tis. € † | Léta 2027  | Aris Limassol               | Přestup          |
| 44    | B      | Slovensko           | Matúš Macík            | 19. května 1993 (32 let)    | 2025    | —            | Léta 2025+ | SK Sigma Olomouc            | Přestup          |
| 71    | B      | Slovensko           | Dominik Takáč          | 12. ledna 1999 (26 let)     | 2024    | Zadarmo      | Léta 2027  | FC Spartak Trnava           | Volný hráč       |
| 77    | Z      | Ukrajina            | Danylo Ignatenko       | 13. března 1997 (28 let)    | 2024    | Zadarmo      | Léta 2027  | FC Girondins de Bordeaux    | Volný hráč       |
| 88    | Z      | Řecko               | Kyriakos Savvidis      | 20. června 1995 (30 let)    | 2023    | Zadarmo      | Léta 2026  | FC Spartak Trnava           | Volný hráč       |
| 93    | Ú      | Togo                | Idjessi Metsoko        | 14. března 2002 (23 let)    | 2024    | ×            | Léta 2025+ | FC Viktoria Plzeň           | Hostování        |

Legenda:  —  = nezveřejněno (dohoda mezi kluby),  †  = odhadovaná cena,  +  = opce na prodloužení smlouvy nebo trvalý přestup

### Změny v kádru v letním přestupovém období 2024
| Odešli z týmu |      |           |                 |                            |                         |
| Číslo         | Poz. | Nár.      | Hráč            | Kam odešel                 | Typ                     |
| 82            | B    | Srbsko    | Milan Borjan    | FK Crvena zvezda           | Konec hostování         |
| 5             | O    | Slovensko | Richard Križan  | SK Dynamo České Budějovice | Konec smlouvy           |
| 44            | O    | Řecko     | Spyros Risvanis | Neznámo                    | Konec smlouvy           |
| 20            | Z    | Gruzie    | Džaba Kankava   | Neznámo                    | Konec smlouvy           |
| 26            | Z    | Slovensko | Filip Lichý     | FK Dukla Praha             | Roční hostování s opcí  |
| 8             | Z    | Česko     | Jaromír Zmrhal  | Apollon Limassol           | Konec smlouvy           |
|               | Ú    | Srbsko    | Ivan Šaponjić   | Neznámo                    | Předčasný konec smlouvy |

| Přišli do týmu |      |                     |                  |                          |                            |
| Číslo          | Poz. | Nár.                | Hráč             | Odkud přišel             | Typ                        |
| 71             | B    | Slovensko           | Dominik Takáč    | FC Spartak Trnava        | Po skončení smlouvy        |
| 17             | O    | Česko               | Jurij Medveděv   | PFC Soči                 | Přestup                    |
| 2              | O    | Belgie              | Siemen Voet      | Fortuna Sittard          | Návrat z hostování         |
| 20             | Z    | Bosna a Hercegovina | Alen Mustafić    | Odense BK                | Přestup                    |
| 26             | Z    | Slovensko           | Artur Gajdoš     | AS Trenčín               | Přestup                    |
| 77             | Z    | Ukrajina            | Danylo Ignatenko | FC Girondins de Bordeaux | Jako volný hráč            |
| 37             | Z    | Slovensko           | Július Szöke     | Aris Limassol            | Přestup                    |
| 10             | Z    | Chorvatsko          | Marko Tolić      | GNK Dinamo Záhřeb        | Změna hostování na přestup |
|                | Ú    | Švýcarsko           | Adler Da Silva   | Stal Rzeszów             | Návrat z hostování         |
| 21             | Ú    | Slovensko           | Róbert Mak       | Sydney FC                | Po skončení smlouvy        |
| 93             | Ú    | Togo                | Idjessi Metsoko  | FC Viktoria Plzeň        | Roční hostování s opcí     |
| 13             | Ú    | Slovensko           | David Strelec    | Spezia Calcio            | Změna hostování na přestup |
|                | Ú    | Srbsko              | Ivan Šaponjić    | Ümraniyespor             | Návrat z hostování         |

### Změny v kádru v zimním přestupovém období 2025
| Odešli z týmu |      |           |                   |                            |                            |
| Číslo         | Poz. | Nár.      | Hráč              | Kam odešel                 | Typ                        |
| 35            | B    | Slovensko | Adam Hrdina       | FC Zbrojovka Brno          | Přestup                    |
| 26            | Z    | Slovensko | Artur Gajdoš      | AS Trenčín                 | Půlroční hostování         |
| 77            | Ú    | Slovensko | Aleksandar Čavrić | Kašima Antlers             | Změna hostování na přestup |
| 8             | Ú    | Nigérie   | Elvis Isaac       | SK Dynamo České Budějovice | Konec smlouvy              |

| Přišli do týmu |      |           |               |                  |         |
| Číslo          | Poz. | Nár.      | Hráč          | Odkud přišel     | Typ     |
| 44             | B    | Slovensko | Matúš Macík   | SK Sigma Olomouc | Přestup |
| 5              | Z    | Ghana     | Rahim Ibrahim | AS Trenčín       | Přestup |

## Střelecká listina
| Poz. | Nár.       | Hráč               | Góly | Niké liga | Slovenský pohár | Liga mistrů UEFA |
| ---- | ---------- | ------------------ | ---- | --------- | --------------- | ---------------- |
| Ú    | Slovensko  | David Strelec      | 25   | 20        |                 | 5                |
| Z    | Arménie    | Tigran Barseghjan  | 24   | 20        | 1               | 3                |
| Ú    | Slovensko  | Róbert Mak         | 15   | 10        | 2               | 3                |
| Z    | Chorvatsko | Marko Tolić        | 9    | 2         | 3               | 4                |
| Z    | Slovensko  | Nino Marcelli      | 5    | 3         | 1               | 1                |
| Ú    | Togo       | Idjessi Metsoko    | 4    | 1         | 2               | 1                |
| Z    | Ukrajina   | Danylo Ignatenko   | 4    | 3         | 1               |                  |
| O    | Gruzie     | Guram Kašia        | 4    | 2         | 2               |                  |
| Ú    | Ghana      | Sharani Zuberu     | 3    | 2         | 1               |                  |
| Ú    | Nigérie    | Elvis Isaac †      | 3    |           | 3               |                  |
| Z    | Slovensko  | Juraj Kucka        | 2    |           |                 | 2                |
| Z    | Slovensko  | Vladimír Weiss ml. | 3    | 1         |                 | 2                |
| O    | Panama     | César Blackman     | 2    | 1         |                 | 1                |
| O    | Slovinsko  | Kenan Bajrić       | 2    | 2         |                 |                  |
| Z    | Ghana      | Rahim Ibrahim ±    | 2    | 2         |                 |                  |
| O    | Slovensko  | Matúš Vojtko       | 2    |           | 2               |                  |
| O    | Rakousko   | Kevin Wimmer       | 1    |           |                 | 1                |
| O    | Česko      | Jurij Medveděv     | 1    |           | 1               |                  |
| Z    | Slovensko  | Artur Gajdoš †     | 1    |           | 1               |                  |
|      |            | Vlastní            | 7    | 5         |                 | 2                |
|      |            | Celkem             | 119  | 74        | 20              | 25               |

Poslední úprava: 18. května 2025 (ke konci sezony)

Vysvětlivky: † = odehrál pouze podzimní část, ± = odehrál pouze jarní část

## Zápasy v sezoně 2024/25

### Souhrn působení v soutěžích
| Soutěž            | Fáze startu | Momentální pozice/ kolo | Konečná pozice/ kolo  | První zápas       | Poslední zápas  |
| ----------------- | ----------- | ----------------------- | --------------------- | ----------------- | --------------- |
| 1. fotbalová liga | 1. kolo     |                         | Vítěz/32. kolo        | 27. července 2024 | 17. května 2025 |
| Slovenský pohár   | 2. kolo     |                         | Semifinále            | 10. září 2024     | 29. března 2025 |
| Liga mistrů UEFA  | 1. předkolo |                         | Ligová fáze - 8. kolo | 10. července 2024 | 29. ledna 2025  |

### Letní přípravné zápasy
| Datum                | Soupeř                | Místo                 | Výsledek             | Střelci Slovanu                                                        |
| Soustředění Rakousko | Soustředění Rakousko  | Soustředění Rakousko  | Soustředění Rakousko | Soustředění Rakousko                                                   |
| -------------------- | --------------------- | --------------------- | -------------------- | ---------------------------------------------------------------------- |
| 23/ 06/ 2024         | PFK Ludogorec Razgrad | Straßwalchen          | 0-1                  |                                                                        |
| 26/ 06/ 2024         | FC Blau-Weiß Linz     | Linec                 | 5-1                  | 37' Szöke, 54', 75' (první z penalty) Barseghjan, 60' Lichý, 85' Tolić |
| 29/ 06/ 2024         | CFR Kluž              | Windischgarsten       | 0-1                  |                                                                        |
|                      |                       |                       |                      |                                                                        |
| 03/ 07/ 2024         | FC Petržalka          | Bratislava, Slovensko | 1-0                  | 67' Mak                                                                |

### Zimní přípravné zápasy
| Datum             | Soupeř            | Místo             | Výsledek          | Střelci Slovanu                                   |
| Soustředění Katar | Soustředění Katar | Soustředění Katar | Soustředění Katar | Soustředění Katar                                 |
| ----------------- | ----------------- | ----------------- | ----------------- | ------------------------------------------------- |
| 14/ 01/ 2025      | Al-Shahania SC    | Dauhá             | 3-1               | 7' Róbert Mak, 35' David Strelec, 87' Guram Kašia |
| 16/ 01/ 2025      | Al-Gharafa SC     | Dauhá             | 2-1               | 33' Kenan Bajrić, 84' Július Szöke                |

### Niké liga
| Poř. | Tým                         | Z  | V  | R  | P  | VG | OG | B  |
| ---- | --------------------------- | -- | -- | -- | -- | -- | -- | -- |
| 1.   | ŠK Slovan Bratislava        | 32 | 22 | 6  | 4  | 74 | 39 | 72 |
| 2.   | MŠK Žilina                  | 32 | 15 | 9  | 8  | 55 | 40 | 54 |
| 3.   | FC Spartak Trnava           | 32 | 14 | 10 | 8  | 46 | 34 | 52 |
| 4.   | FC DAC 1904 Dunajská Streda | 32 | 13 | 12 | 7  | 48 | 34 | 51 |
| 5.   | FC Košice                   | 32 | 11 | 11 | 10 | 45 | 38 | 44 |

Poznámky:
- Z = Odehrané zápasy; V = Vítězství; R = Remízy; P = Prohry; VG = Vstřelené góly; OG = Obdržené góly; B = Body

Legenda:
|  | Postup do 2. předkola Ligy mistrů UEFA 2025/2026      |
|  | Postup do 2. předkola Konferenční ligy UEFA 2025/2026 |
|  | Postup do 1. předkola Evropské ligy UEFA 2025/2026    |

| Celkem | Celkem | Celkem | Celkem | Celkem | Celkem | Celkem | Celkem | Doma | Doma | Doma | Doma | Doma | Doma | Doma | Venku | Venku | Venku | Venku | Venku | Venku | Venku |
| Z      | V      | R      | P      | VG     | OG     | GR     | Body   | Z    | V    | R    | P    | VG   | OG   | Body | Z     | V     | R     | P     | VG    | OG    | Body  |
| ------ | ------ | ------ | ------ | ------ | ------ | ------ | ------ | ---- | ---- | ---- | ---- | ---- | ---- | ---- | ----- | ----- | ----- | ----- | ----- | ----- | ----- |
| 32     | 22     | 6      | 4      | 74     | 39     | +35    | 72     | 16   | 10   | 4    | 2    | 32   | 20   | 34   | 16    | 12    | 2     | 2     | 42    | 19    | 38    |

Poslední úprava: 18. května 2025 (ke konci sezony)

#### Kolo po kole
| Kolo     | 1  | 2  | 3  | 4  | 5  | 6  | 7  | 8  | 9  | 10 | 11 | 12 | 13 | 14 | 15 | 16 | 17 | 18 | 19 | 20 | 21 | 22 | 23 | 24 | 25 | 26 | 27 | 28 | 29 | 30 | 31 | 32 |
| -------- | -- | -- | -- | -- | -- | -- | -- | -- | -- | -- | -- | -- | -- | -- | -- | -- | -- | -- | -- | -- | -- | -- | -- | -- | -- | -- | -- | -- | -- | -- | -- | -- |
| Hřiště   | V  | D  | V  | D  | V  | D  | V  | D  | V  | D  | V  | D  | V  | D  | V  | D  | V  | D  | V  | D  | V  | D  | V  | D  | D  | V  | D  | V  | V  | D  | V  | D  |
| Výsledek | V  | V  | V  | V  | V  | P  | V  | V  | V  | R  | R  | V  | V  | V  | R  | V  | P  | V  | V  | R  | V  | P  | V  | R  | V  | V  | R  | V  | P  | V  | V  | V  |
| Pozice   | 1. | 1. | 2. | 1. | 1. | 1. | 1. | 1. | 1. | 2. | 2. | 1. | 1. | 1. | 1. | 1. | 1. | 1. | 1. | 1. | 1. | 1. | 1. | 1. | 1. | 1. | 1. | 1. | 1. | 1. | 1. | 1. |

#### Základní část – podzim
| 1. kolo 27. července 2024 | KFC Komárno        | 1 – 4 | ŠK Slovan Bratislava                                                          | Štadión FC ViOn, Zlaté Moravce        |  |
| 20:30 SELČ | 19' Jakub Sylvestr |       | 5' (pen) Tigran Barseghjan 43' Nino Marcelli 80' Róbert Mak 90' David Strelec | Diváci: 1 915 Rozhodčí: Erik Gemzický |  |
| Poznámky: Sestava Slovanu: Trnovský – Medveděv, Pauschek (C) (71. Kašia), Voet, Vojtko – Mustafič (65. Savvidis), Szöke – Barseghjan (65. Mak), Tolič, Marcelli (81. Weiss ml.) - Isaac (71. Strelec) |                    |       |                                                                               |                                       |  |

| 2. kolo 3. srpna 2024 | ŠK Slovan Bratislava        | 1 – 0 | FK Železiarne Podbrezová | Národný futbalový štadión, Bratislava |  |
| 20:30 SELČ | 77' (pen) Tigran Barseghjan |       |                          | Diváci: 5 338 Rozhodčí: Lukáš Dzivjak |  |
| Poznámky: Sestava Slovanu: Trnovský – Medveděv (81. Blackman), Kašia (C), Voet, Vojtko – Savvidis – Mustafič (67. Strelec), Tolič – Barseghjan (87. Bajrič), Mak (81. Zuberu), Marcelli (67. Weiss ml.) |                             |       |                          |                                       |  |

| 3. kolo 30. října 2024 | MFK Skalica                  | 2 – 3 | ŠK Slovan Bratislava                        | Štadión MFK Skalica, Skalica |  |
| 16:00 SELČ | 35' Yann Yao 90' Martin Nagy |       | 4', 45' David Strelec 60' Tigran Barseghjan | Diváci: 2 367 Rozhodčí: Kišš |  |
| Poznámky: Sestava Slovanu: Takáč – Blackman (87. Pauschek), Kašia (C), Bajrič, Wimmer (30. Vojtko) – Ignatenko (70. Mustafič), Savvidis – Barseghjan, Tolič (87. Voet), Zuberu (70. Marcelli) – Strelec |                              |       |                                             |                              |  |

| 4. kolo 17. srpna 2024 | ŠK Slovan Bratislava                    | 2 – 1 | FC Košice            | Národný futbalový štadión, Bratislava  |  |
| 18:00 SELČ | 52' David Strelec 90' Tigran Barseghjan |       | 15' (pen) Žan Medved | Diváci: 5 298 Rozhodčí: Boris Marhefka |  |
| Poznámky: Sestava Slovanu: Trnovský - Medveděv (80. Blackman), Bajrič, Voet, Vojtko (82. Zuberu) – Savvidis (46. Tolič), Szöke – Weiss ml. (C) (66. Kucka) – Barseghjan, Mak (46. Strelec), Marcelli |                                         |       |                      |                                        |  |

| 5. kolo 25. srpna 2024 | MFK Dukla Banská Bystrica | 0 – 2 | ŠK Slovan Bratislava                      | Štadión SNP, Banská Bystrica            |  |
| 18:00 SELČ |                           |       | 66' Idjessi Metsoko 74' Tigran Barseghjan | Diváci: 4 125 Rozhodčí: Kristian Micheľ |  |
| Poznámky: Sestava Slovanu: Trnovský – Medveděv, Kašia (C) (68. Wimmer), Voet, Vojtko – Savvidis – Marcelli (86. Mišovič), Mustafič, Mateáš (46. Tolič), Mak (46. Barseghjan) – Metsoko (68. Strelec) |                           |       |                                           |                                         |  |

| 6. kolo 1. září 2024 | ŠK Slovan Bratislava | 0 – 5 | MŠK Žilina                                                                   | Národný futbalový štadión, Bratislava  |  |
| 15:30 SELČ |                      |       | 32' Adrián Kaprálik 41' Timotej Hranica 58' Dávid Ďuriš 82', 90' Mário Sauer | Diváci: 8 119 Rozhodčí: Peter Kráľovič |  |
| Poznámky: Sestava Slovanu: Trnovský – Medveděv (46. Blackman), Kašia (C), Bajrič, Vojtko (68. Strelec) – Barseghjan, Savvidis, Mustafič (68. Weiss ml.), Marcelli (46. Tolič) – Metsoko, Mak (68. Wimmer) |                      |       |                                                                              |                                        |  |

| 7. kolo 14. září 2024 | FC DAC 1904 Dunajská Streda | 1 – 2 | ŠK Slovan Bratislava                     | MOL Aréna, Dunajská Streda           |  |
| 20:30 SELČ | 48' (vl) Guram Kašia        |       | 56', 89' (první z pen) Tigran Barseghjan | Diváci: 6 080 Rozhodčí: Martin Dohál |  |
| Poznámky: Sestava Slovanu: Takáč – Blackman, Kašia, Bajrič, Wimmer – Ignatenko, Szöke (64. Kucka) – Barseghjan (90. Marcelli), Tolič (90. Zuberu), Weiss ml. (C) (64. Mak) – Strelec (73. Metsoko) |                             |       |                                          |                                      |  |

| 8. kolo 21. září 2024 | ŠK Slovan Bratislava                  | 2 – 1 | MFK Ružomberok    | Národný futbalový štadión, Bratislava |  |
| 20:30 SELČ | 11' Róbert Mak 63' (vl) Šimon Gabriel |       | 43' Martin Chrien | Diváci: 6 077 Rozhodčí: Filip Glova   |  |
| Poznámky: Sestava Slovanu: Takáč – Medveděv, Bajrič, Voet (46. Wimmer), Zuberu – Mustafič (46. Tolič), Szöke (46. Savvidis) – Barseghjan (C), Gajdoš (79. Metsoko), Mak (86. Marcelli) - Strelec |                                       |       |                   |                                       |  |

| 9. kolo 27. září 2024 | MFK Zemplín Michalovce                              | 2 – 4 | ŠK Slovan Bratislava                                            | Mestský futbalový štadión, Michalovce |  |
| 20:00 SELČ | 20' Enzo Arevalo 71' Martin Bednár 90' Erik Pačinda |       | 45' Tigran Barseghjan 64', 78' David Strelec 89' Sharani Zuberu | Diváci: 3 079 Rozhodčí: Erik Gemzický |  |
| Poznámky: Sestava Slovanu: Takáč – Blackman, Kašia, Wimmer, Medveděv – Szöke (59. Savvidis) – Tolič, Gajdoš (59. Marcelli) – Barseghjan (82. Zuberu), Strelec (82. Metsoko), Weiss ml. (C) (67. Ignatenko) |                                                     |       |                                                                 |                                       |  |

| 10. kolo 5. října 2024 | ŠK Slovan Bratislava         | 1 – 1 | AS Trenčín         | Národný futbalový štadión, Bratislava |  |
| 20:30 SELČ | 50' (vl) Lazar Stojsavljević |       | 45' Chinonso Emeka | Diváci: 6 150 Rozhodčí: Lukáš Dzivjak |  |
| Poznámky: Sestava Slovanu: Trnovský – Medveděv (46. Blackman), Bajrič, Voet (46. Wimmer), Zuberu (74. Metsoko) – Ignatenko (87. Vojtko) – Tolič, Gajdoš (46. Savvidis) – Barseghjan (C), Strelec, Marcelli |                              |       |                    |                                       |  |

| 11. kolo 19. října 2024 | FC Spartak Trnava | 0 – 1 | ŠK Slovan Bratislava  | Štadión Antona Malatinského, Trnava    |  |
| 18:00 SELČ |                   |       | 69' Tigran Barseghjan | Diváci: 13 583 Rozhodčí: Erik Gemzický |  |
| Poznámky: Sestava Slovanu: Takáč – Blackman, Kašia (C), Wimmer, Zuberu – Bajrič, Savvidis – Barseghjan (87. Szöke), Gajdoš (58. Metsoko), Marcelli (58. Tolič) - Strelec (80. Ignatenko) |                   |       |                       |                                        |  |

| 12. kolo 4. prosince 2024 | ŠK Slovan Bratislava                                                                                                 | 6 – 0 | KFC Komárno | Národný futbalový štadión, Bratislava |  |
| 18:00 SELČ | 7', 27' Tigran Barseghjan 34' Danylo Ignatenko 37' David Strelec 84' Marko Tolić 90'Jurij Medveděv 90' Nino Marcelli |       |             | Diváci: 3 058 Rozhodčí: Lukáš Dzivjak |  |
| Poznámky: Sestava Slovanu: Trnovský – Blackman, Ignatenko, Voet, Vojtko (74. Medveděv) – Szöke – Kucka (C) (58. Tolič), Gajdoš – Barseghjan (58. Marcelli), Strelec (58. Metsoko), Mak (66. Zuberu) | |       |             |                                       |  |

| 13. kolo 2. listopadu 2024 | FK Železiarne Podbrezová | 1 – 3 | ŠK Slovan Bratislava                                    | ZELPO Aréna, Podbrezová                |  |
| 18:00 SELČ | 51' Alasana Yirajang     |       | 67' Nino Marcelli 76' Guram Kašia 83' Tigran Barseghjan | Diváci: 3 687 Rozhodčí: Peter Kráľovič |  |
| Poznámky: Sestava Slovanu: Takáč – Pauschek (C) (46. Tolič), Kašia, Voet – Blackman, Mustafič, Savvidis (90. Ignatenko), Vojtko (86. Bajrič) – Barseghjan (90. Gajdoš), Strelec (86. Metsoko), Marcelli |                          |       |                                                         |                                        |  |

| 14. kolo 9. listopadu 2024 | ŠK Slovan Bratislava                       | 3 – 1 | MFK Skalica  | Národný futbalový štadión, Bratislava |  |
| 15:30 SELČ | 14', 45' David Strelec 41' (vl) Adam Kopas |       | 50' Yann Yao | Diváci: 5 532 Rozhodčí: Erik Gemzický |  |
| Poznámky: Sestava Slovanu: Takáč – Blackman (70. Kašia), Bajrič, Voet, Medveděv – Ignatenko, Mustafič (80. Tolič) – Barseghjan (C), Gajdoš (66. Savvidis), Mak (66. Marcelli) - Strelec (80. Metsoko) |                                            |       |              |                                       |  |

| 15. kolo 22. listopadu 2024 | FC Košice            | 1 – 1 | ŠK Slovan Bratislava  | Košická futbalová aréna, Košice       |  |
| 18:00 SELČ | 59' (pen) Žan Medved |       | 73' Tigran Barseghjan | Diváci: 7 298 Rozhodčí: Lukáš Dzivjak |  |
| Poznámky: Sestava Slovanu: Takáč – Medveděv, Bajrič, Wimmer, Vojtko (46. Kašia) – Ignatenko – Szöke (46. Kucka), Gajdoš (70. Strelec) – Barseghjan (C), Metsoko, Mak (70. Marcelli) |                      |       |                       |                                       |  |

| 16. kolo 1. prosince 2024 | ŠK Slovan Bratislava                      | 3 – 1 | MFK Dukla Banská Bystrica | Národný futbalový štadión, Bratislava |  |
| 15:30 SELČ | 48' Tigran Barseghjan 56', 76' Róbert Mak |       | 3' Martin Rymarenko       | Diváci: 4 620 Rozhodčí: Peter Ziemba  |  |
| Poznámky: Sestava Slovanu: Takáč – Pauschek (C) (57. Strelec), Kašia, Bajrič, Vojtko – Mustafič (72. Blackman), Ignatenko – Barseghjan, Tolič (72. Savvidis), Marcelli (79. Gajdoš) – Mak (79. Metsoko) |                                           |       |                           |                                       |  |

| 17. kolo 7. prosince 2024 | MŠK Žilina                      | 2 – 1 | ŠK Slovan Bratislava | Štadión pod Dubňom, Žilina          |  |
| 18:00 SELČ | 47' Eric Bile 90' Kristián Bari |       | 55' César Blackman   | Diváci: 5 732 Rozhodčí: Filip Glova |  |
| Poznámky: Sestava Slovanu: Takáč – Blackman, Bajrič, Kašia (C), Zuberu (76. Mak) – Savvidis (90. Gajdoš), Ignatenko – Barseghjan, Tolič (46. Pauschek), Marcelli (88. Szöke) – Strelec (88. Metsoko) |                                 |       |                      |                                     |  |

| 18. kolo 14. prosince 2024 | ŠK Slovan Bratislava              | 2 – 1 | FC DAC 1904 Dunajská Streda | Národný futbalový štadión, Bratislava  |  |
| 18:00 SELČ | 57' David Strelec 69' Guram Kašia |       | 65' Máté Tuboly             | Diváci: 6 694 Rozhodčí: Boris Marhefka |  |
| Poznámky: Sestava Slovanu: Takáč – Pauschek (46. Blackman), Kašia, Wimmer, Voet – Kucka, Szöke (46. Savvidis) – Metsoko (46. Tolič), Weiss ml. (C) (79. Mak), Marcelli – Strelec (85. Bajrič) |                                   |       |                             |                                        |  |

#### Základní část – jaro
| 19. kolo 9. února 2025 | MFK Ružomberok     | 1 – 5 | ŠK Slovan Bratislava                                             | Štadión pod Čebraťom, Ružomberok       |  |
| 15:30 SELČ | 44' Matej Madleňák |       | 21', 32', 71' Róbert Mak 48' David Strelec 83' Tigran Barseghjan | Diváci: 2 721 Rozhodčí: Peter Kráľovič |  |
| Poznámky: Sestava Slovanu: Takáč – Blackman, Kašia (C), Wimmer, Zuberu (46. Medveděv) – Bajrič (77. Mustafič), Savvidis (79. Szöke) – Barseghjan, Tolič, Marcelli (17. Mak) – Strelec (77. Weiss ml.) |                    |       |                                                                  |                                        |  |

| 20. kolo 15. února 2025 | ŠK Slovan Bratislava | 1 – 1 | MFK Zemplín Michalovce | Národný futbalový štadión, Bratislava |  |
| 16:00 SELČ | 50' David Strelec    |       | 69' Samuel Ramos       | Diváci: 4 274 Rozhodčí: Martin Dohál  |  |
| Poznámky: Sestava Slovanu: Takáč – Blackman, Bajrič, Wimmer (88. Metsoko), Voet (72. Medveděv) – Ignatenko – Mustafič (72. Gajdoš), Tolič – Barseghjan (C), Strelec, Mak (72. Weiss ml.) |                      |       |                        |                                       |  |

| 21. kolo 22. února 2025 | AS Trenčín       | 1 – 1 | ŠK Slovan Bratislava | Štadión na Sihoti, Trenčín        |  |
| 15:30 SELČ | 74' Damián Bariš |       | 83' Danylo Ignatenko | Diváci: 2 697 Rozhodčí: K. Micheľ |  |
| Poznámky: Sestava Slovanu: Trnovský – Blackman, Kašia, Wimmer (81. Ignatenko), Vojtko – Bajrič, Savvidis (64. Ibrahim) – Barseghjan, Weiss ml. (C), Mak (81. Metsoko) - Strelec |                  |       |                      |                                   |  |

| 22. kolo 1. března 2025 | ŠK Slovan Bratislava | 0 – 1 | FC Spartak Trnava | Národný futbalový štadión, Bratislava |  |
| 15:30 SELČ |                      |       | 12' Philip Azango | Diváci: 12 894 Rozhodčí: Balint Kiss  |  |
| Poznámky: Sestava Slovanu: Takáč – Blackman (85. Pauschek), Kašia (C) (85. Mustafič), Bajrič, Vojtko (56. Zuberu) – Savvidis (74. Metsoko), Ibrahim (74. Voet) – Barseghjan, Tolič, Mak – Strelec |                      |       |                   |                                       |  |

#### Nadstavbová část
| 23. kolo 9. března 2025 | FC Košice                                 | 2 – 3 | ŠK Slovan Bratislava                                  | Košická futbalová aréna, Košice        |  |
| 15:30 SELČ | 32' Galymzhan Kenžebek 57' Karlo Miljanić |       | 44', 52' (obě pen) Tigran Barseghjan 45' Kenan Bajrić | Diváci: 6 899 Rozhodčí: Peter Kráľovič |  |
| Poznámky: Sestava Slovanu: Takáč – Blackman, Kašia, Voet, Zuberu (65. Vojtko) – Ignatenko – Bajrič, Ibrahim (48. Savvidis) – Barseghjan (90. Metsoko), Mak (65. Marcelli), Weiss ml. (C) (65. Tolič) |                                           |       |                                                       |                                        |  |

| 24. kolo 16. března 2025 | ŠK Slovan Bratislava                    | 1 – 1 | FC Spartak Trnava                      | Národný futbalový štadión, Bratislava |  |
| 15:30 SELČ | 45' Vladimír Weiss ml. 90' Kenan Bajrić |       | 45' Adrian Zeljković 90' Cedric Badolo | Diváci: 11 644 Rozhodčí: Peter Ziemba |  |
| Poznámky: Sestava Slovanu: Takáč – Blackman (81. Wimmer), Kašia, Bajrič, Zuberu (81. Mustafič) – Ibrahim, Savvidis (81. Ignatenko) – Barseghjan, Tolič (68. Metsoko), Weiss ml. (C) – Mak (68. Marcelli) |                                         |       |                                        |                                       |  |

| 25. kolo 29. března 2025 | ŠK Slovan Bratislava                       | 3 – 1 | FK Železiarne Podbrezová | Národný futbalový štadión, Bratislava  |  |
| 15:30 SELČ | 59', 90' Róbert Mak 85' (vl) Alex Marković |       | 82' Samuel Štefánik      | Diváci: 4 274 Rozhodčí: Peter Kráľovič |  |
| Poznámky: Sestava Slovanu: Takáč – Blackman, Kašia (C), Wimmer (74. Savvidis), Zuberu – Szöke (84. Pauschek), Ignatenko – Marcelli (74. Tolič), Mustafič (90. Maroš), Mak - Ibrahim (90. Voet) |                                            |       |                          |                                        |  |

| 26. kolo 5. dubna 2025 | MŠK Žilina | 0 – 5 | ŠK Slovan Bratislava                                                              | Štadión pod Dubňom, Žilina             |  |
| 18:00 SELČ |            |       | 11', 49' Tigran Barseghjan 13' (vl) Aleksandre Narimanidze 72', 84' David Strelec | Diváci: 3 678 Rozhodčí: Boris Marhefka |  |
| Poznámky: Sestava Slovanu: Takáč – Bajrič, Kašia (C), Vojtko – Blackman, Ibrahim (66. Savvidis), Ignatenko (76. Tolič), Sharani (85. Mustafič) – Barseghjan (76. Marcelli), Strelec, Mak (66. Weiss ml.) |            |       |                                                                                   |                                        |  |

| 27. kolo 12. dubna 2025 | ŠK Slovan Bratislava                     | 2 – 2 | FC DAC 1904 Dunajská Streda                 | Národný futbalový štadión, Bratislava |  |
| 18:00 SELČ | 77' Sharani Zuberu 84' Tigran Barseghjan |       | 55' Karol Blaško 62' (pen) Viktor Đukanović | Diváci: 8 911 Rozhodčí: Balint Kišš   |  |
| Poznámky: Sestava Slovanu: Takáč – Blackman (82. Kašia), Bajrič, Wimmer, Vojtko (65. Zuberu) – Ibrahim (89. Metsoko), Ignatenko (65. Marcelli) – Barseghjan (C), Tolič, Mak (65. Weiss ml.) – Strelec |                                          |       |                                             |                                       |  |

| 28. kolo 19. dubna 2025 | FC Spartak Trnava                     | 2 – 3 | ŠK Slovan Bratislava                                      | Štadión Antona Malatinského, Trnava   |  |
| 20:30 SELČ | 8' Miloš Kratochvíl 65' Roko Jureškin |       | 31' (pen) Marko Tolić 45' Rahim Ibrahim 60' David Strelec | Diváci: 7 537 Rozhodčí: Lukáš Dzivjak |  |
| Poznámky: Sestava Slovanu: Takáč – Blackman, Kašia (C), Bajrič, Vojtko – Ibrahim, Mustafič (58. Ignatenko) – Barseghjan (87. Savvidis), Tolič (90. Zuberu), Mak (58. Marcelli) – Strelec (90. Metsoko) |                                       |       |                                                           |                                       |  |

| 29. kolo 26. dubna 2025 | FC DAC 1904 Dunajská Streda       | 2 – 1 | ŠK Slovan Bratislava                 | MOL Aréna, Dunajská Streda            |  |
| 20:30 SELČ | 2' Ammar Ramadan 86' Damir Redzic |       | 43' Guram Kašia 76' Danylo Ignatenko | Diváci: 7 420 Rozhodčí: Ivan Kružliak |  |
| Poznámky: Sestava Slovanu: Takáč – Blackman, Kašia (C), Bajrič, Zuberu (71. Mak) – Ignatenko – Ibrahim, Tolič (85. Szöke) – Barseghjan (71. Marcelli), Strelec (71. Savvidis), Metsoko (54. Vojtko) |                                   |       |                                      |                                       |  |

| 30. kolo 3. května 2025 | ŠK Slovan Bratislava                       | 4 – 3 | MŠK Žilina                            | Národný futbalový štadión, Bratislava  |  |
| 20:30 SELČ | 32', 63' (73) David Strelec 40' Róbert Mak |       | 18', 26' Xavier Adang 39' Mário Sauer | Diváci: 10 730 Rozhodčí: Lukáš Dzivjak |  |
| Poznámky: Sestava Slovanu: Takáč – Blackman, Ignatenko, Bajrič, Vojtko – Ibrahim (80. Szöke), Savvidis (88. Kucka) – Barseghjan (C) (85. Marcelli), Tolič, Mak (80. Zuberu) – Strelec (88. Weiss ml.) |                                            |       |                                       |                                        |  |

| 31. kolo 10. května 2025 | FK Železiarne Podbrezová | 1 – 3 | ŠK Slovan Bratislava                                             | ZELPO Aréna, Podbrezová               |  |
| 18:00 SELČ | 84' Samuel Štefánik      |       | 57' (pen) Vladimír Weiss ml. 69' Rahim Ibrahim 77' David Strelec | Diváci: 2 017 Rozhodčí: Michal Očenáš |  |
| Poznámky: Sestava Slovanu: Trnovský – Pauschek (84. Medveděv), Kašia, Voet, Zuberu – Mustafič (46. Ibrahim), Szöke (46. Ignatenko) – Barseghjan, Weiss ml. (C) (74. Mak), Marcelli (64. Bajrič) – Strelec |                          |       |                                                                  |                                       |  |

| 32. kolo 17. května 2025 | ŠK Slovan Bratislava              | 1 – 0 | FC Košice | Národný futbalový štadión, Bratislava |  |
| 17:00 SELČ | 15' David Strelec 25' Guram Kašia |       |           | Diváci: 14 125 Rozhodčí: Peter Ziemba |  |
| Poznámky: Sestava Slovanu: Takáč – Blackman (77. Marcelli), Kašia, Bajrič, Pauschek (59. Wimmer) – Ignatenko, Kucka (C) (36. Savvidis) – Barseghjan, Weiss ml. (77. Tolič), Mak (59. Ibrahim) – Strelec |                                   |       |           |                                       |  |

### Liga mistrů UEFA
Hlavní článek: Liga mistrů UEFA 2024/2025

#### Předkola
| 1. předkolo 10. července 2024 | ŠK Slovan Bratislava                                       | 4 – 2 | FC Struga                              | Národný futbalový štadión, Bratislava, Slovensko |  |
| 19:00 SELČ | 16' Vladimír Weiss ml. 36' Róbert Mak 85', 90' Marko Tolić |       | 55', 74' (první z pen.) Besart Ibraimi | Diváci: 11 259 Rozhodčí: Stéphanie Frappartová   |  |
| Poznámky: Sestava Slovanu: Trnovský – Pauschek (61. Medveděv), Kašia, Bajrič, Wimmer (81. Vojtko) – Savvidis (81. Szöke) – Tolič (61. Marcelli), Kucka – Mak (81. Zuberu), Strelec, Weiss ml. (C) |                                                            |       |                                        |                                                  |  |

| 1. předkolo odveta 17. července 2024 | FC Struga             | 1 – 2 | ŠK Slovan Bratislava                          | SRC Biljanini Izvori, Ochrid, Severní Makedonie |  |
| 17:00 SELČ | 85' Bassirou Compaoré |       | 9' Vladimír Weiss ml. 34' (vl) Kire Ristevski | Diváci: 1 223 Rozhodčí: Ricardo de Burgos       |  |
| Poznámky: Sestava Slovanu: Trnovský – Bajrič, Kašia, Wimmer – Blackman, Szöke (87. Mateáš), Kucka, Vojtko (57. Marcelli) – Mak (57. Tolič), Strelec (69. Savvidis), Weiss ml. (C) (69. Zuberu) |                       |       |                                               |                                                 |  |

| 2. předkolo 24. července 2024 | NK Celje          | 1 – 1 | ŠK Slovan Bratislava                    | Stadion Z'dežele, Celje, Slovinsko     |  |
| 20:15 SELČ | 7' Luka Bobičanec |       | 11' David Strelec 30' Kyriakos Savvidis | Diváci: 4 382 Rozhodčí: Darren England |  |
| Poznámky: Sestava Slovanu: Takáč – Bajrič, Kašia, Wimmer – Blackman, Savvidis, Kucka, Zuberu (88. Mustafič) – Mak (80. Barseghjan), Strelec (71. Pauschek), Weiss ml. (C) (88. Marcelli) |                   |       |                                         |                                        |  |

| 2. předkolo odveta 30. července 2024 | ŠK Slovan Bratislava                                                        | 5 – 0 | NK Celje              | Národný futbalový štadión, Bratislava, Slovensko |  |
| 20:30 SELČ | 17' Marko Tolić 30', 72' David Strelec 60' Róbert Mak 75' Tigran Barseghjan |       | 16' Damjan Vuklišević | Diváci: 17 197 Rozhodčí: Fabio Maresca           |  |
| Poznámky: Sestava Slovanu: Takáč – Blackman, Kašia, Wimmer, Zuberu – Bajrič (65. Szöke) – Kucka (80. Mateáš), Tolič – Mak (74. Vojtko), Strelec (74. Marcelli), Weiss ml. (C) (65. Barseghjan) |                                                                             |       |                       |                                                  |  |

| 3. předkolo 7. srpna 2024 | ŠK Slovan Bratislava                     | 2 – 0 | APOEL FC | Národný futbalový štadión, Bratislava, Slovensko |  |
| 20:30 SELČ | 74' (vl) Radosav Petrović 90' Róbert Mak |       |          | Diváci: 20 404 Rozhodčí: Allard Lindhout         |  |
| Poznámky: Sestava Slovanu: Takáč – Blackman, Kašia, Wimmer, Zuberu – Bajrič – Barseghjan (79. Mak), Kucka, Tolič, Weiss ml. (C) (90. Marcelli) - Strelec (90. Szöke) |                                          |       |          |                                                  |  |

| 3. předkolo odveta 13. srpna 2024 | APOEL FC             | 0 – 0 | ŠK Slovan Bratislava | Stadion GSP, Strovolos, Kypr              |  |
| 19:00 SELČ | 80' Radosav Petrović |       |                      | Diváci: 13 507 Rozhodčí: Sascha Stegemann |  |
| Poznámky: Sestava Slovanu: Takáč – Blackman, Kašia, Wimmer, Zuberu – Bajrič – Kucka, Tolič (61. Szöke) – Mak (85. Savvidis), Strelec (75. Barseghjan), Weiss ml. (C) (75. Marcelli) |                      |       |                      |                                           |  |

| 4. předkolo 21. srpna 2024 | FC Midtjylland      | 1 – 1 | ŠK Slovan Bratislava | MCH Arena, Herning, Dánsko                  |  |
| 21:00 SELČ | 79' Edward Chilufya |       | 59' César Blackman   | Diváci: 9 202 Rozhodčí: Alejandro Hernández |  |
| Poznámky: Sestava Slovanu: Takáč – Blackman, Kašia, Wimmer, Zuberu (26. Szöke) – Bajrič – Barseghjan (81. Marcelli), Tolič (81. Savvidis), Kucka, Weiss ml. (C) (72. Mak) - Strelec (81. Metsoko) |                     |       |                      |                                             |  |

| 4. předkolo odveta 28. srpna 2024 | ŠK Slovan Bratislava                       | 3 – 2 | FC Midtjylland                     | Národný futbalový štadión, Bratislava, Slovensko    |  |
| 21:00 SELČ | 33', 82' Marko Tolić 86' Tigran Barseghjan |       | 41' Aral Şimşir 50' Franculino Djú | Diváci: 21 609 (vyprodáno) Rozhodčí: Tobias Stieler |  |
| Poznámky: Sestava Slovanu: Takáč – Blackman, Kašia, Bajrič, Wimmer – Szöke (78. Metsoko), Kucka – Barseghjan, Tolič, Weiss ml. (C) (79. Mak) - Strelec (89. Savvidis) |                                            |       |                                    |                                                     |  |

#### Ligová fáze – tabulka
| Poř. | Tým                  | Z | V | R | P | VG | OG | B |
| ---- | -------------------- | - | - | - | - | -- | -- | - |
| 32.  | RB Lipsko            | 8 | 1 | 0 | 7 | 8  | 15 | 3 |
| 33.  | Girona FC            | 8 | 1 | 0 | 7 | 5  | 13 | 3 |
| 34.  | FC Red Bull Salzburg | 8 | 1 | 0 | 7 | 5  | 27 | 3 |
| 35.  | ŠK Slovan Bratislava | 8 | 0 | 0 | 8 | 7  | 27 | 0 |
| 36.  | BSC Young Boys       | 8 | 0 | 0 | 8 | 3  | 24 | 0 |

### Ligová fáze – zápasy
| 1. hrací den 18. září 2024 | Celtic FC                                                                               | 5 – 1 | ŠK Slovan Bratislava | Celtic Park, Glasgow, Skotsko           |  |
| 21:00 SELČ | 17' Liam Scales 47' Kjógo Furuhaši 56' (pen) Arne Engels 70' Daizen Maeda 87' Adam Idah |       | 61' Kevin Wimmer     | Diváci: 56 826 Rozhodčí: Danny Makkelie |  |
| Poznámky: Sestava Slovanu: Takáč – Blackman, Kašia, Bajrič, Wimmer – Kucka (85. Gajdoš), Ignatenko (76. Savvidis) – Barseghjan (76. Marcelli), Tolič, Weiss ml. (C) (76. Mak) - Strelec (85. Metsoko) |                                                                                         |       |                      |                                         |  |

| 2. hrací den 1. října 2024 | ŠK Slovan Bratislava | 0 – 4 | Manchester City FC                                                   | Národný futbalový štadión, Bratislava, Slovensko  |  |
| 21:00 SELČ |                      |       | 8' İlkay Gündoğan 15' Phil Foden 58' Erling Haaland 74' James McAtee | Diváci: 22 500 (vyprodáno) Rozhodčí: Davide Massa |  |
| Poznámky: Sestava Slovanu: Takáč – Blackman, Kašia, Bajrič, Wimmer – Savvidis, Ignatenko (63. Szöke) – Barseghjan (85. Mak), Tolič (78. Pauschek), Weiss ml. (C) (63. Zuberu) - Strelec (78. Marcelli) |                      |       |                                                                      |                                                   |  |

| 3. hrací den 22. října 2024 | Girona FC                       | 2 – 0 | ŠK Slovan Bratislava | Estadi Montilivi, Girona, Španělsko    |  |
| 21:00 SELČ | 42' Miguel Gutiérrez 73' Juanpe |       |                      | Diváci: 9 246 Rozhodčí: Horațiu Feșnic |  |
| Poznámky: Sestava Slovanu: Takáč – Bajrič, Kašia (C), Wimmer – Blackman, Ignatenko (78. Marcelli), Savvidis (84. Gajdoš), Zuberu – Barseghjan, Tolič (84. Szöke) – Strelec (84. Metsoko) |                                 |       |                      |                                        |  |

| 4. hrací den 5. listopadu 2024 | ŠK Slovan Bratislava | 1 – 4 | GNK Dinamo Záhřeb                                          | Národný futbalový štadión, Bratislava, Slovensko |  |
| 18:45 SELČ | 5' David Strelec     |       | 10' Dario Špikić 30' Petar Sučić 54', 72' Sandro Kulenović | Diváci: 22 132 Rozhodčí: Anthony Taylor          |  |
| Poznámky: Sestava Slovanu: Takáč – Blackman, Kašia (79. Vojtko), Bajrič, Voet – Savvidis (72. Metsoko), Ignatenko – Barseghjan (87. Gajdoš), Tolič (C), Marcelli (72. Mak) - Strelec (87. Mustafič) |                      |       |                                                            |                                                  |  |

| 5. hrací den 26. listopadu 2024 | ŠK Slovan Bratislava                                   | 2 – 3 | AC Milán                                                | Národný futbalový štadión, Bratislava, Slovensko        |  |
| 18:45 SELČ | 24' Tigran Barseghjan 88' Nino Marcelli 80'Marko Tolić |       | 21' Christian Pulišić 68' Rafael Leão 71' Tammy Abraham | Diváci: 22 500 (vyprodáno) Rozhodčí: José María Sánchez |  |
| Poznámky: Sestava Slovanu: Takáč – Bajrič, Kašia, Voet (76. Marcelli) – Blackman, Kucka (C) (76. Tolič), Savvidis (90. Mak), Medveděv – Barseghjan, Strelec, Metsoko (66. Ignatenko) |                                                        |       |                                                         |                                                         |  |

| 6. hrací den 11. prosince 2024 | Atlético Madrid                               | 3 – 1 | ŠK Slovan Bratislava    | Wanda Metropolitano, Madrid, Španělsko         |  |
| 18:45 SELČ | 16' Julián Álvarez 42', 57' Antoine Griezmann |       | 51' (pen) David Strelec | Diváci: 59 134 Rozhodčí: Manfredas Lukjančukas |  |
| Poznámky: Sestava Slovanu: Takáč – Bajrič (84. Weiss ml.), Kašia, Voet – Blackman, Savvidis (84. Mustafič), Kucka (C), Medveděv (72. Zuberu) – Barseghjan (35. Marcelli), Strelec, Mak (72. Metsoko) |                                               |       |                         |                                                |  |

| 7. hrací den 21. ledna 2025 | ŠK Slovan Bratislava | 1 – 3 | VfB Stuttgart                             | Národný futbalový štadión, Bratislava, Slovensko    |  |
| 21:00 SELČ | 85' Idjessi Metsoko  |       | 11', 36' Jamie Leweling 87' Fabian Rieder | Diváci: 22 500 (vyprodáno) Rozhodčí: Chris Kavanagh |  |
| Poznámky: Sestava Slovanu:Takáč – Blackman (89. Medveděv), Kašia (C), Wimmer, Zuberu (70. Barseghjan) – Bajrič, Savvidis (82. Mustafič) – Mak (70. Metsoko), Tolič, Marcelli (89. Gajdoš) - Strelec |                      |       |                                           |                                                     |  |

| 8. hrací den 29. ledna 2025 | FC Bayern Mnichov                                  | 3 – 1 | ŠK Slovan Bratislava | Allianz Arena, Mnichov, Německo                    |  |
| 21:00 SELČ | 8' Thomas Müller 63' Harry Kane 84' Kingsley Coman |       | 90' Marko Tolić      | Diváci: 75 000 (vyprodáno) Rozhodčí: João Pinheiro |  |
| Poznámky: Sestava Slovanu: Takáč – Bajrič, Kašia (C), Wimmer – Blackman, Savvidis, Szöke (77. Mustafič), Zuberu (77. Tolič) – Barseghjan (69. Mak), Strelec (69. Metsoko), Marcelli (62. Medveděv) |                                                    |       |                      |                                                    |  |

### Slovenský pohár
| 2. kolo 10. září 2024 | AC Nitra | 0 – 5 | ŠK Slovan Bratislava                                                      | Štadión pod Zoborom, Nitra     |  |
| 18:00 SELČ |          |       | 9' Idjessi Metsoko 25' Jurij Medveděv 27' Róbert Mak 74', 89' Elvis Isaac | Diváci: 5 213 Rozhodčí: Valent |  |
| Poznámky: Sestava Slovanu: Hrdina – Medveděv (75. Boledovič), Ignatenko, Voet, Vojtko – Savvidis, Szöke – Mak (62. Blackman), Tolič (62. Mustafič), Weiss ml. (C) (62. Maroš) – Metsoko (68. Isaac) |          |       |                                                                           |                                |  |

| 3. kolo 24. září 2024 | FK Beluša        | 1 – 6 | ŠK Slovan Bratislava                                                                                         | Štadión TJ KOVO Beluša, Beluša |  |
| 15:30 SELČ | 88' Denis Knižka |       | 44' Marko Tolić 47' Danylo Ignatenko 49' Idjessi Metsoko 59' Guram Kašia 72' Artur Gajdoš 81' Sharani Zuberu | Diváci: 1 452 Rozhodčí: Kišš   |  |
| Poznámky: Sestava Slovanu: Trnovský – Pauschek (70. Blackman), Kašia, Voet, Vojtko – Savvidis, Ignatenko (58. Gajdoš) – Marcelli, Tolič (65. Mustafič), Weiss ml. (C) (58. Zuberu) – Metsoko (58. Strelec) |                  |       | |                                |  |

| 4. kolo 26. října 2024 | FK Spišská Nová Ves | 0 – 2 | ŠK Slovan Bratislava            | Mestský štadión (Lokomotíva), Spišská Nová Ves |  |
| 13:30 SELČ |                     |       | 6' Elvis Isaac 88' Matúš Vojtko | Diváci: 2 137 Rozhodčí: Micheľ                 |  |
| Poznámky: Sestava Slovanu: Trnovský – Boledovič (90. D. Murár), Pauschek, Voet, Vojtko – Szöke – Kucka (C) (46. Mišovič), Mustafič (90. Marko) – Metsoko, Isaac (74. Maroš), Gajdoš (82. Habodasz) |                     |       |                                 |                                                |  |

| Osmifinále 4. února 2025 | ŠK Slovan Bratislava                   | 3 – 1 | AS Trenčín            | Národný futbalový štadión, Bratislava |  |
| 18:00 SELČ | 43', 79' Marko Tolić 63' Nino Marcelli |       | 52' (vl) Matúš Vojtko | Diváci: 2 760 Rozhodčí: Kišš          |  |
| Poznámky: Sestava Slovanu: Trnovský – Medveděv, Bajrič, Voet, Vojtko (62. Blackman) – Ignatenko – Gajdoš (62. Mustafič), Tolič (89. Szöke) – Barseghjan (C) (85. Zuberu), Metsoko (62. Marcelli), Mak |                                        |       |                       |                                       |  |

| Čtvrtfinále 12. března 2025 | FC Košice | 0 – 1 | ŠK Slovan Bratislava                       | Košická futbalová aréna, Košice        |  |
| 18:00 SELČ |           |       | 38' Tigran Barseghjan 57' Danylo Ignatenko | Diváci: 6 872 Rozhodčí: Boris Marhefka |  |
| Poznámky: Sestava Slovanu: Takáč – Pauschek (83. Voet), Bajrič, Kašia (C), Wimmer – Ignatenko, Savvidis – Barseghjan (90. Szöke), Tolič (66. Mak), Marcelli (66. Blackman) – Metsoko (46. Ibrahim) |           |       |                                            |                                        |  |

| Semifinále 2. dubna 2025 | ŠK Slovan Bratislava            | 2 – 1 | FC Spartak Trnava | Národný futbalový štadión, Bratislava |  |
| 18:00 SELČ | 31' Róbert Mak 41' Matúš Vojtko |       | 12' Kelvin Ofori  | Diváci: 7 816 Rozhodčí: M. Očenáš     |  |
| Poznámky: Sestava Slovanu: Trnovský – Pauschek (C) (78. Blackman), Bajrič, Voet, Vojtko (86. Kašia) – Szöke, Savvidis (67. Ibrahim) – Barseghjan, Tolič, Marcelli (67. Strelec) - Mak (78. Weiss) |                                 |       |                   |                                       |  |

| Semifinále odveta 15. dubna 2025 | FC Spartak Trnava                     | 3 – 1 pen                                                 | ŠK Slovan Bratislava | Štadión Antona Malatinského, Trnava     |  |
| 18:00 SELČ | 35' (vl) Guram Kašia 90' Michal Ďuriš |                                                           | 39' Guram Kašia      | Diváci: 10 132 Rozhodčí: Boris Marhefka |  |
| Poznámky: Sestava Slovanu: Takáč – Blackman, Kašia (C), Wimmer (74. Savvidis), Zuberu – Szöke (84. Pauschek), Ignatenko – Marcelli (74. Tolič), Mustafič (90. Maroš), Mak - Ibrahim (90. Voet) \| \| \| Penaltový rozstřel \| \| \| Roko Jureškin Roman Procházka Adrian Zeljković Cedric Badolo Erik Sabo \| 4 – 2 \| Marko Tolić Tigran Barseghjan Danylo Ignatenko Róbert Mak \| \| |                                       |                                                           |                      |                                         |  |
| |                                       | Penaltový rozstřel                                        |                      |                                         |  |
| Roko Jureškin Roman Procházka Adrian Zeljković Cedric Badolo Erik Sabo | 4 – 2                                 | Marko Tolić Tigran Barseghjan Danylo Ignatenko Róbert Mak |                      |                                         |  |